# ألبا فيرغيس
ألبا فيرغيس (من مواليد 3 سبتمبر 1978) اقتصادية كتالونية من إسبانيا، وسياسية ووزير الصحة الحالي في كتالونيا.

## النشأة
ولدت فيرغيس في 3 سبتمبر 1978 في إغوالادا كتالونيا في إسبانيا. حصلت على شهادة في الاقتصاد من جامعة برشلونة ودرجة في الهندسة التقنية في إدارة الكمبيوتر من جامعة كاتالونيا المفتوحة.